# Danh sách tài khoản Instagram có nhiều lượt theo dõi nhất
Đây là một danh sách chưa hoàn tất, và có thể sẽ không bao giờ thỏa mãn yêu cầu hoàn tất. Bạn có thể đóng góp bằng cách mở rộng nó bằng các thông tin đáng tin cậy.
Bài viết này là danh sách 50 tài khoản hàng đầu có nhiều người theo dõi nhất trên nền tảng xã hội chia sẻ ảnh và video Instagram. Tính đến  ngày 8 tháng 7 năm 2024, người được theo dõi nhiều nhất là cầu thủ bóng đá người Bồ Đào Nha Cristiano Ronaldo với hơn 634 triệu người theo dõi và người phụ nữ được theo dõi nhiều nhất là ca sĩ người Mỹ Selena Gomez với hơn 429 triệu người theo dõi. Tài khoản thương hiệu riêng của Instagram trên nền tảng này là tài khoản được theo dõi nhiều nhất nói chung, với hơn 674 triệu người theo dõi. Nike là tài khoản thương hiệu được theo dõi nhiều thứ hai, với hơn 306 triệu người theo dõi. Tổng cộng có 39 tài khoản đã vượt quá 100 triệu người theo dõi trên nền tảng này, với 22 trong số đó đã vượt quá 200 triệu người theo dõi, 11 trong số đó đã vượt quá 300 triệu, 4 tài khoản vượt quá 400 triệu và 3 tài khoản vượt quá 500 triệu.

## Những tài khoản được theo dõi nhiều nhất

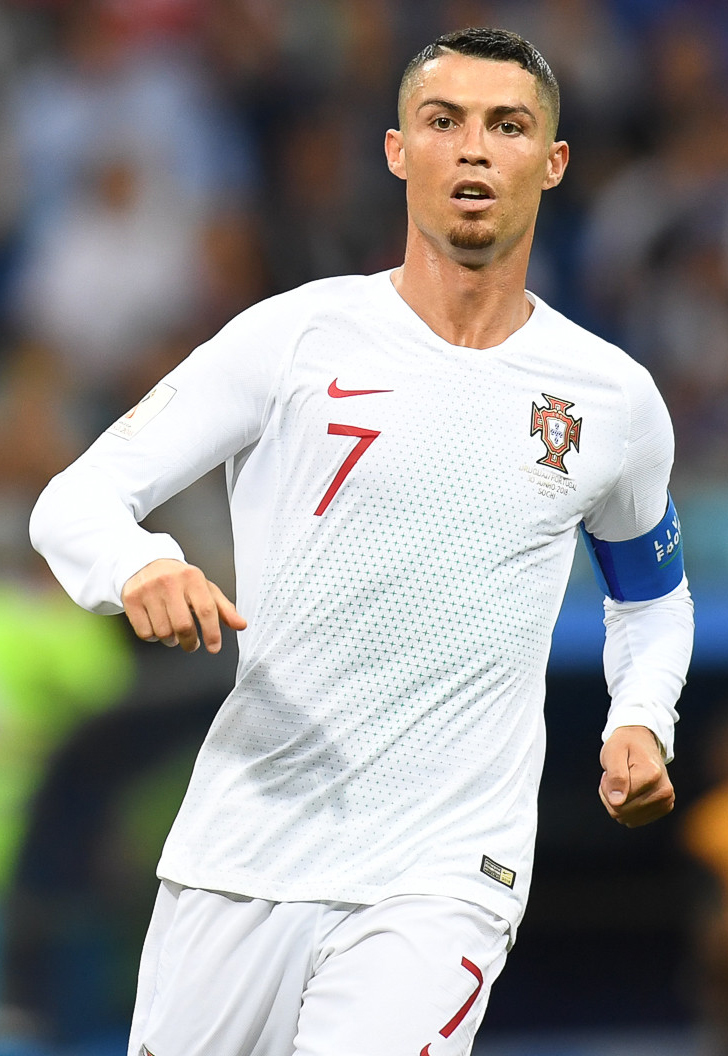
Cristiano Ronaldo là người được theo dõi nhiều nhất trên Instagram, với hơn 621 triệu người theo dõi.
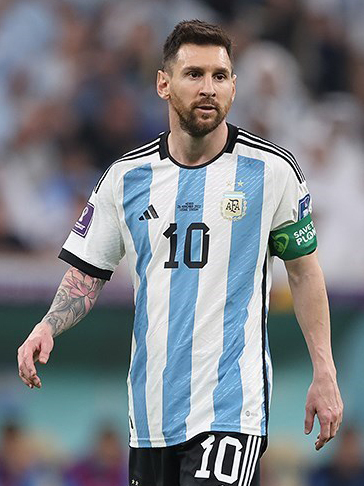
Lionel Messi là cầu thủ Nam Mỹ được theo dõi nhiều nhất trên Instagram, với hơn 499 triệu người theo dõi.
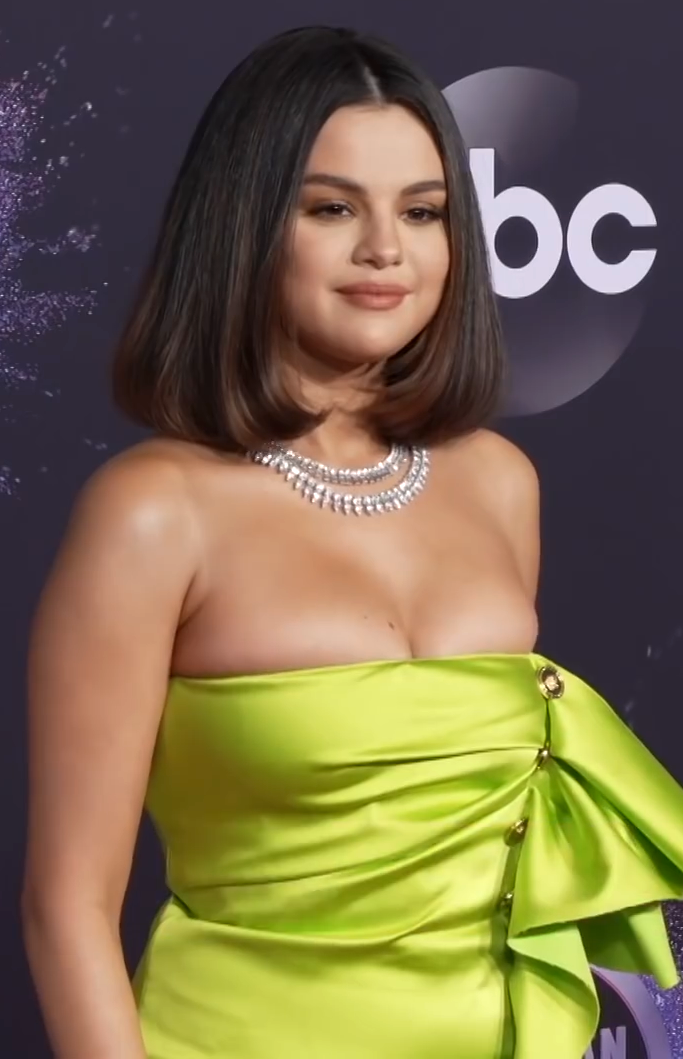
Selena Gomez là nhạc sĩ và diễn viên được theo dõi nhiều nhất trên Instagram, với hơn 429 triệu người theo dõi.
Kylie Jenner là người phụ nữ được theo dõi nhiều thứ 2 trên Instagram, với hơn 400 triệu người theo dõi.Kylie Jenner là người phụ nữ được theo dõi nhiều thứ 2 trên Instagram, với hơn 400 triệu người theo dõi.
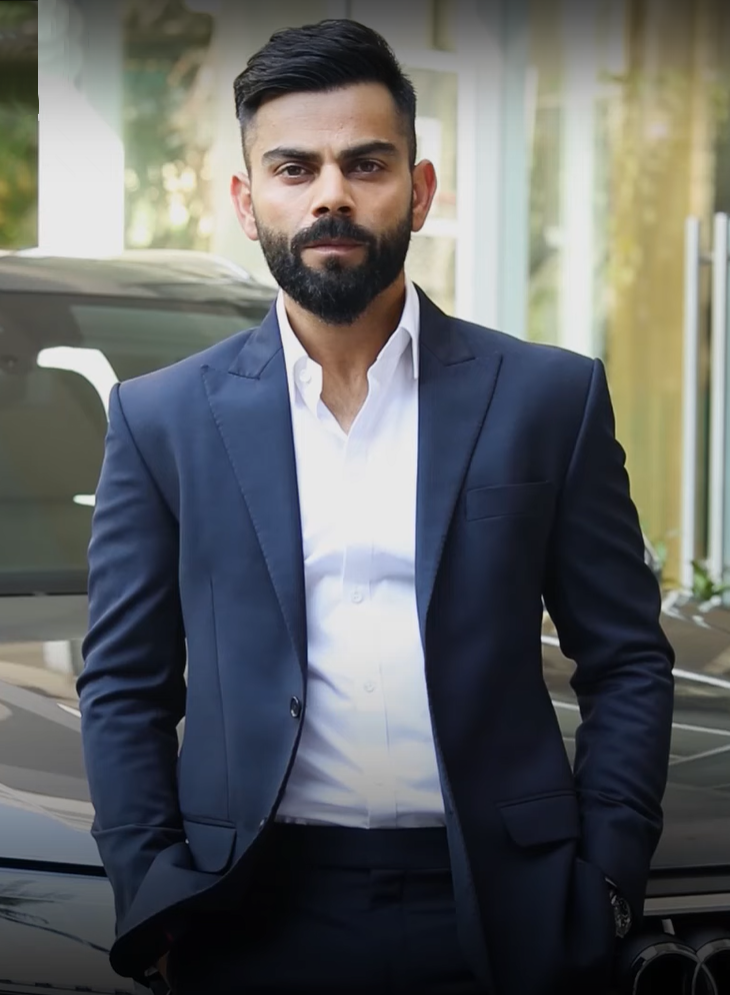
Virat Kohli là người châu Á được theo dõi nhiều nhất trên Instagram, với hơn 266 triệu người theo dõi.
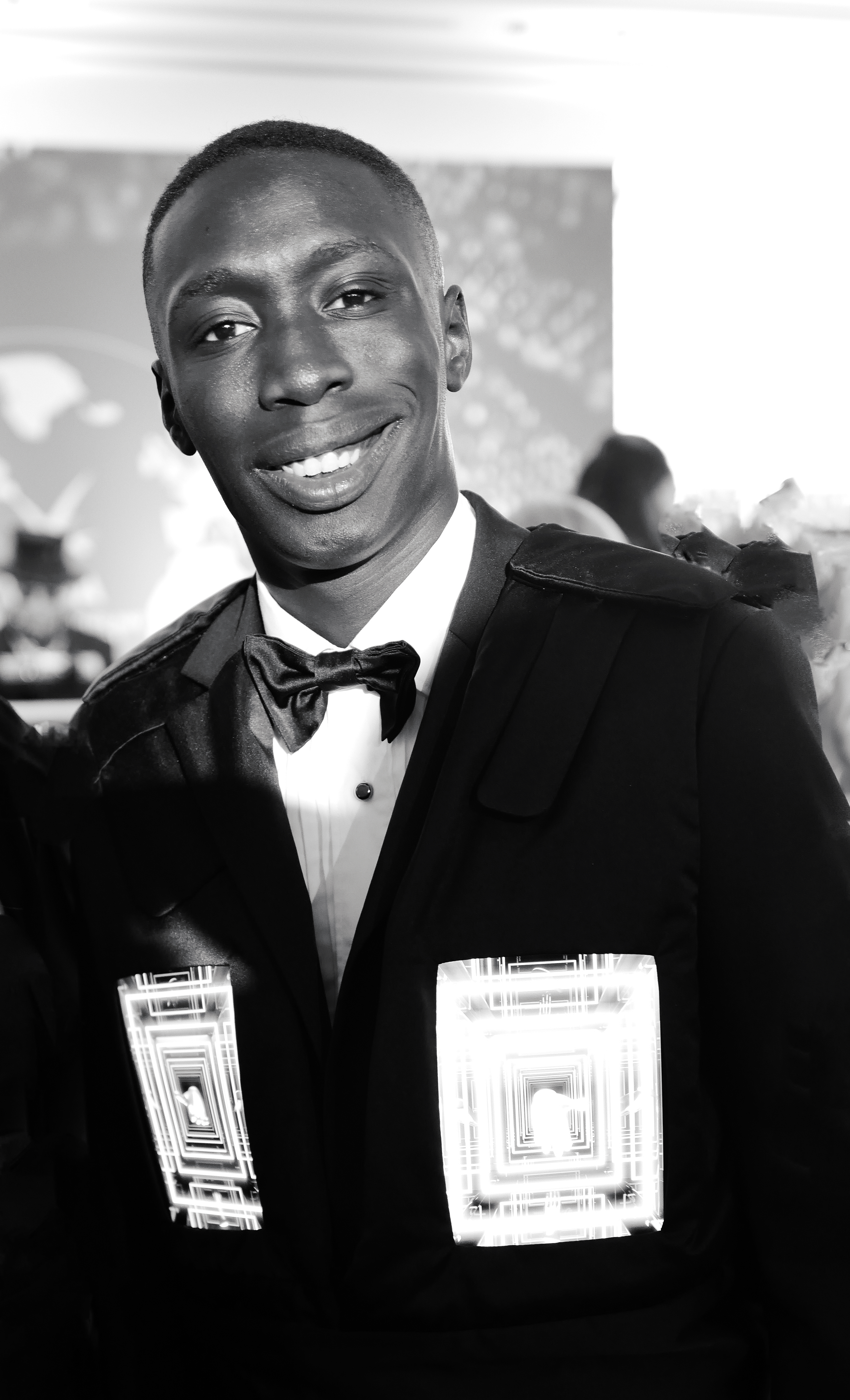
Khaby Lame là người châu Phi được theo dõi nhiều nhất trên Instagram, với hơn 79.9 triệu người theo dõi.

Bảng sau đây liệt kê 50 tài khoản được theo dõi nhiều nhất trên Instagram, tính đến ngày 8 tháng 7 năm 2024, với mỗi tổng số được làm tròn xuống hàng triệu người theo dõi gần nhất, cũng như nghề nghiệp hoặc hoạt động của từng người dùng.
| #  | Tài khoản                        | Chủ sở hữu            | Tài khoản thương hiệu | Lượt theo dõi (triệu) | Nghề nghiệp/Hoạt động                                           | Quốc gia/Vùng lãnh thổ      |
| -- | -------------------------------- | --------------------- | --------------------- | --------------------- | --------------------------------------------------------------- | --------------------------- |
| 1  | @instagram                       | Instagram             | Yes                   | 674                   | Nền tảng truyền thông xã hội                                    | Hoa Kỳ                      |
| 2  | @cristiano                       | Cristiano Ronaldo     |                       | 634                   | Cầu thủ bóng đá                                                 | Bồ Đào Nha                  |
| 3  | @leomessi                        | Lionel Messi          |                       | 504                   | Cầu thủ bóng đá                                                 | Argentina                   |
| 4  | @selenagomez                     | Selena Gomez          |                       | 426                   | Ca sĩ, nhạc sĩ, diễn viên và nhà sản xuất âm nhạc               | Hoa Kỳ                      |
| 5  | @kyliejenner                     | Kylie Jenner          |                       | 399                   | Nhân vật truyền hình, người mẫu và nữ doanh nhân                | Hoa Kỳ                      |
| 6  | @therock                         | Dwayne Johnson        |                       | 397                   | Diễn viên và đô vật chuyên nghiệp                               | Hoa Kỳ                      |
| 7  | @arianagrande                    | Ariana Grande         |                       | 378                   | Ca sĩ, nhạc sĩ, diễn viên và nữ doanh nhân                      | Hoa Kỳ                      |
| 8  | @kimkardashian                   | Kim Kardashian        |                       | 362                   | Nhân vật truyền hình, người mẫu và nữ doanh nhân                | Hoa Kỳ                      |
| 9  | @beyonce                         | Beyoncé               |                       | 318                   | Ca sĩ, nhạc sĩ, vũ công, nhà sản xuất âm nhạc và diễn viên      | Hoa Kỳ                      |
| 10 | @khloekardashian                 | Khloé Kardashian      |                       | 308                   | Nhân vật truyền hình và người mẫu                               | Hoa Kỳ                      |
| 11 | @nike                            | Nike                  | Yes                   | 306                   | Thương hiệu đồ thể thao đa quốc gia                             | Hoa Kỳ                      |
| 12 | @kendalljenner                   | Kendall Jenner        |                       | 294                   | Người mẫu và nhân vật truyền hình                               | Hoa Kỳ                      |
| 13 | @justinbieber                    | Justin Bieber         |                       | 293                   | Ca sĩ, nhạc sĩ                                                  | Canada                      |
| 14 | @natgeo                          | National Geographi    | Yes                   | 284                   | Tạp chí                                                         | Hoa Kỳ                      |
| 15 | @taylorswift                     | Taylor Swift          |                       | 280                   | Ca sĩ, nhạc sĩ và diễn viên                                     | Hoa Kỳ                      |
| 16 | @virat.kohli                     | Virat Kohli           |                       | 266                   | Vận động viên cricket                                           | Ấn Độ                       |
| 17 | @jlo                             | Jennifer Lopez        |                       | 253                   | Diễn viên, ca sĩ, vũ công và nhà thiết kế thời trang            | Hoa Kỳ                      |
| 18 | @nickiminaj                      | Nicki Minaj           |                       | 229                   | Rapper, ca sĩ, nhạc sĩ, diễn viên và người mẫu                  | Trinidad và Tobago · Hoa Kỳ |
| 19 | @kourtneykardash                 | Kourtney Kardashian   |                       | 224                   | Nhân vật truyền hình và người mẫu                               | Hoa Kỳ                      |
| 20 | @neymarjr                        | Neymar                |                       | 219                   | Cầu thủ bóng đá                                                 | Brasil                      |
| 21 | @mileycyrus                      | Miley Cyrus           |                       | 216                   | Diễn viên, ca sĩ                                                | Hoa Kỳ                      |
| 22 | @katyperry                       | Katy Perry            |                       | 206                   | Ca sĩ, nhạc sĩ                                                  | Hoa Kỳ                      |
| 23 | @zendaya                         | Zendaya               |                       | 184                   | Ca sĩ, diễn viên và người mẫu                                   | Hoa Kỳ                      |
| 24 | @kevinhart4real                  | Kevin Hart            |                       | 180                   | Diễn viên hài và diễn viên                                      | Hoa Kỳ                      |
| 25 | @iamcardib                       | Cardi B               |                       | 169                   | Rapper                                                          | Hoa Kỳ                      |
| 26 | @kingjames                       | LeBron James          |                       | 159                   | Cầu thủ bóng rổ                                                 | Hoa Kỳ                      |
| 27 | @ddlovato                        | Demi Lovato           |                       | 157                   | Ca sĩ, nhạc sĩ và diễn viên                                     | Hoa Kỳ                      |
| 28 | @badgalriri                      | Rihanna               |                       | 152                   | Ca sĩ, nhạc sĩ, diễn viên, doanh nhân và nhà ngoại giao         | Barbados                    |
| 28 | @realmadrid                      | Real Madrid CF        | Yes                   | 152                   | Câu lạc bộ bóng đá                                              | Tây Ban Nha                 |
| 30 | @chrisbrownofficial              | Chris Brown           |                       | 145                   | Ca sĩ, nhạc sĩ, diễn viên và vũ công                            | Hoa Kỳ                      |
| 30 | @champagnepapi                   | Drake                 |                       | 145                   | Rapper, ca sĩ, nhạc sĩ, diễn viên viên vả nhà sản xuất ghi âm   | Canada                      |
| 32 | @ellendegeneres                  | Ellen DeGeneres       |                       | 139                   | Diễn viên hài và nhân vật truyền hình                           | Hoa Kỳ                      |
| 33 | @fcbarcelona                     | FC Barcelona          | Yes                   | 125                   | Câu lạc bộ bóng đá                                              | Tây Ban Nha                 |
| 34 | @championsleague                 | UEFA Champions League | Yes                   | 113                   | Giải bóng đá cấp câu lạc bộ                                     | Châu Âu                     |
| 35 | @k.mbappe                        | Kylian Mbappé         |                       | 111                   | Cầu thủ bóng đá                                                 | Pháp                        |
| 36 | @billieeilish                    | Billie Eilish         |                       | 110                   | Ca sĩ, nhạc sĩ                                                  | Hoa Kỳ                      |
| 37 | @gal_gadot                       | Gal Gadot             |                       | 109                   | Diễn viên                                                       | Israel                      |
| 38 | @vindiesel                       | Vin Diesel            |                       | 102                   | Diễn viên                                                       | Hoa Kỳ                      |
| 39 | @lalalalisa_m                    | Lisa                  |                       | 101                   | Rapper, ca sĩ và vũ công                                        | Thái Lan                    |
| 40 | @nasa                            | NASA                  | Yes                   | 97,8                  | Cơ quan không gian                                              | Hoa Kỳ                      |
| 41 | @priyankachopra                  | Priyanka Chopra       |                       | 90,5                  | Diễn viên, ca sĩ, người mẫu và nhà sản xuất phim                | Ấn Độ                       |
| 41 | @shakira                         | Shakira               |                       | 90,5                  | Ca sĩ, nhạc sĩ, vũ công và nhà sản xuất âm nhạc                 | Colombia                    |
| 43 | @dualipa                         | Dua Lipa              |                       | 88,6                  | Ca sĩ, nhạc sĩ, diễn viên, người mẫu và nhà thiết kế thời trang | Vương quốc Anh · Albania    |
| 44 | @shraddhakapoor                  | Shraddha Kapoor       |                       | 87                    | Diễn viên                                                       | Ấn Độ                       |
| 44 | @davidbeckham                    | David Beckham         |                       | 87                    | Cựu cầu thủ bóng đá, chủ sỡ hữu câu lạc bộ bóng đá Inter Miami  | Vương quốc Anh              |
| 46 | @nba                             | NBA                   | Yes                   | 86                    | Giải đấu bóng rổ cấp câu lạc bộ                                 | Hoa Kỳ                      |
| 47 | @snoopdogg                       | Snoop Dogg            |                       | 85,2                  | Rapper, ca sĩ, diễn viên và nhà sản xuất âm nhạc                | Hoa Kỳ                      |
| 48 | @jennierubyjane                  | Kim Jennie            |                       | 85,1                  | Ca sĩ, rapper và diễn viên                                      | Hàn Quốc                    |
| 49 | @aliaabhatt                      | Alia Bhatt            |                       | 82,8                  | Diễn viên                                                       | Vương quốc Anh · Ấn Độ      |
| 50 | @khaby00                         | Khaby Lame            |                       | 79,9                  | Nhân vật truyền thông xã hội                                    | Ý · Sénégal                 |
|    | Tính đến ngày 8 tháng 7 năm 2024 |                       |                       |                       |                                                                 |                             |